# 黒塚古墳
黒塚古墳（くろづかこふん/くろつかこふん）は、奈良県天理市柳本町にある古墳。形状は前方後円墳。オオヤマト古墳群（うち柳本古墳群）を構成する古墳の1つ。国の史跡に指定され、出土品は国の重要文化財に指定されている。
ほぼ未盗掘状態の竪穴式石室の発掘調査が実施され、画文帯神獣鏡1面・三角縁神獣鏡33面からなる銅鏡群や武器・甲冑などの多量の副葬品が出土したことで知られる。

## 概要
奈良盆地東縁、行燈山古墳（崇神天皇陵）の西約500メートルの位置において、東西方向の尾根状地形上に築造された大型前方後円墳である。中世に地震による石室の崩壊後に盗掘に遭っているほか、中世・近世に柳本城の付城や柳本陣屋の一部として利用され、墳丘は大きく改変されている。1961年（昭和36年）以降に5次の調査が実施されており、特に1997-1998年（平成9-10年）の学術調査の際に多数の三角縁神獣鏡が出土している。
墳形は前方後円形で、前方部を西方向に向ける。墳丘は、後円部では3段築成、前方部では2段築成で、大部分は盛土により、墳丘長は130メートル（推定復元134メートル）を測る。墳丘外表で埴輪は確認されておらず、葺石もなかったとみられる。埋葬施設は後円部中央における竪穴式石室（竪穴式石槨）である。全長8.2メートルを測る長大な石室で、内部に割竹形木棺を据えたとみられる。石室内の人骨は失われていたが、棺内から画文帯神獣鏡1・鉄刀1・鉄剣1・刀子状鉄製品1が、棺外から三角縁神獣鏡33面・刀剣・鉄鏃・Y字形鉄製品・U字形鉄製品・甲冑・工具・土師器など豊富な副葬品が出土している。
築造時期は、古墳時代前期前半の3世紀後半頃と推定される。初期ヤマト王権の中枢を構成するオオヤマト古墳群において、ほぼ未盗掘の状態で発掘調査が実施されて埋葬施設の全容が判明した唯一の例であり、銅鏡や鉄製品の多量出土によって、前期古墳の定点として古墳時代研究において不可欠な位置づけにある古墳である。
古墳域は2001年（平成13年）に国の史跡に指定され、出土品は2004年（平成16年）に国の重要文化財に指定されている。現在では史跡整備のうえで柳本公園内で公開され、石室は天理市立黒塚古墳展示館内で複製展示されている。

## 遺跡歴
- 鎌倉時代頃、地震で石室が崩壊。その後に石室の盗掘[2]。
- 元亀2年（1571年）、十市氏が柳本に付城を築城（黒塚古墳の城郭化：柳本城付城）[1]。
- 天正5年（1577年）、松永金吾が「クロツカ」で自害[1]。
- 寛永年間（1624-1644年）、柳本陣屋の設置（黒塚古墳の陣屋の一部への取り込み）[1]。
- 幕末-明治期、盛土[2]。
- 1961年（昭和36年）、児童公園整備に伴う墳丘測量・前方部発掘調査（奈良県教育委員会、1963年に報告）。
- 1981年度（昭和56年度）、墳丘測量調査（奈良県立橿原考古学研究所、1983年に報告）。
- 1988-1989年（昭和63-平成元年）、公園整備の護岸工事に伴う墳丘裾部の発掘調査（天理市教育委員会、1992年に概要報告）[5]。
- 1997-1998年（平成9-10年）、学術調査（奈良県立橿原考古学研究所・天理市教育委員会、1999年に概要報告・2018年に本報告）。
- 2001年（平成13年）1月29日、国の史跡に指定。
- 2002年（平成14年）10月12日、天理市立黒塚古墳展示館の開館。
- 2003-2004年度（平成15-16年度）、史跡整備（天理市教育委員会、2005年に報告）[6]。
- 2004年（平成16年）6月8日、出土品が国の重要文化財に指定。

## 墳丘
墳丘の規模は次の通り。

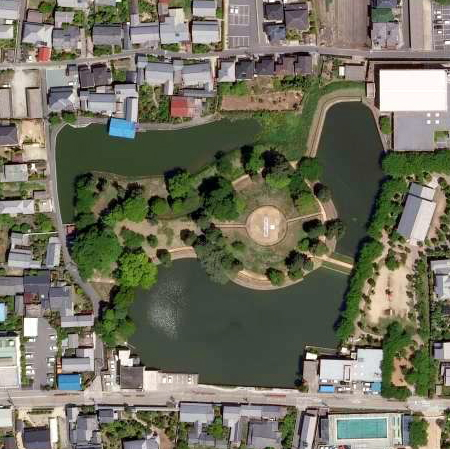
黒塚古墳の空中写真（2008年）。

- 墳丘長：約130メートル（推定復元134メートル）
- 後円部
  - 直径：約72メートル
  - 高さ：約11メートル
- 前方部
  - 高さ：約6メートル

墳丘は東西方向の尾根状地形上にあり、南北両側には谷地形が認められる。墳丘の大部分は盛土による。
中世・近世に柳本城の付城や柳本陣屋の一部として利用されたため、墳丘は大きく改変されている。墳丘周囲の三方は池に囲まれ、前方部と後円部に堤が築かれているが、これらは江戸時代以降の築堤とされる。

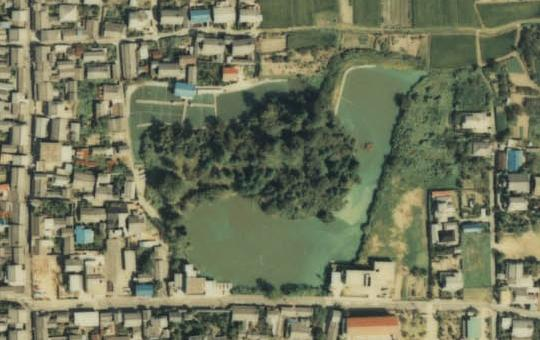
空中写真（1979年）
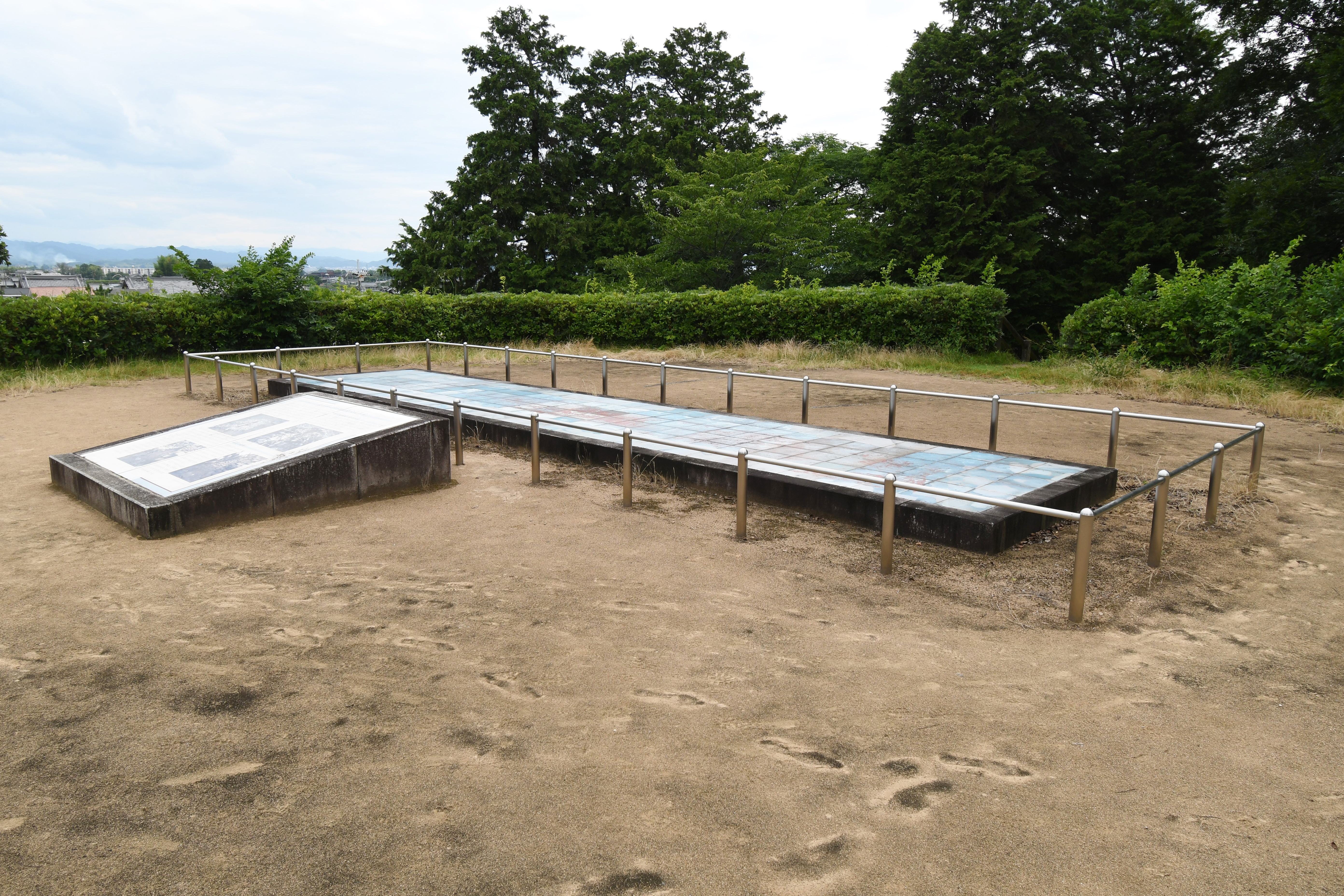
後円部墳頂
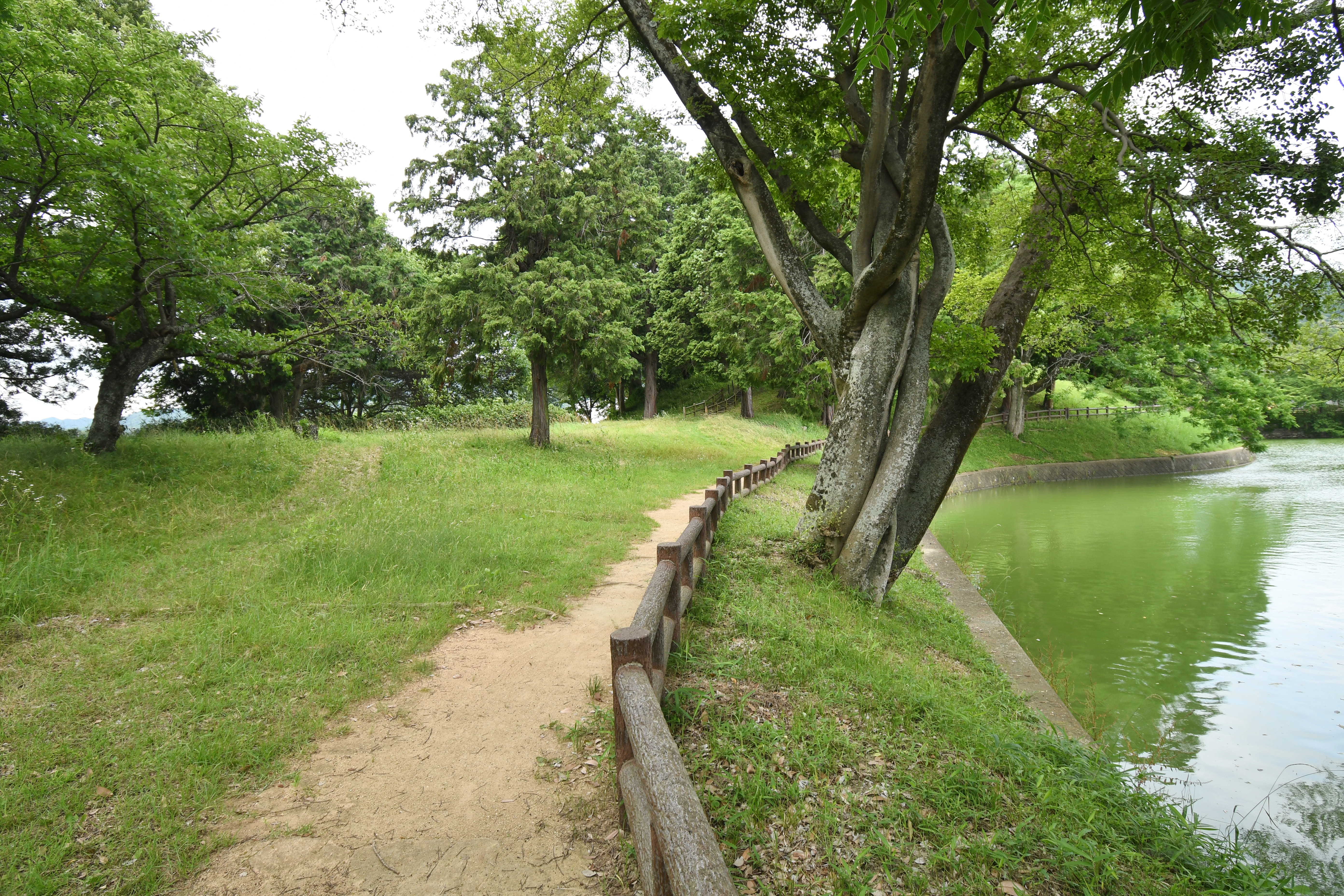
墳丘 左に前方部、右奥に後円部。
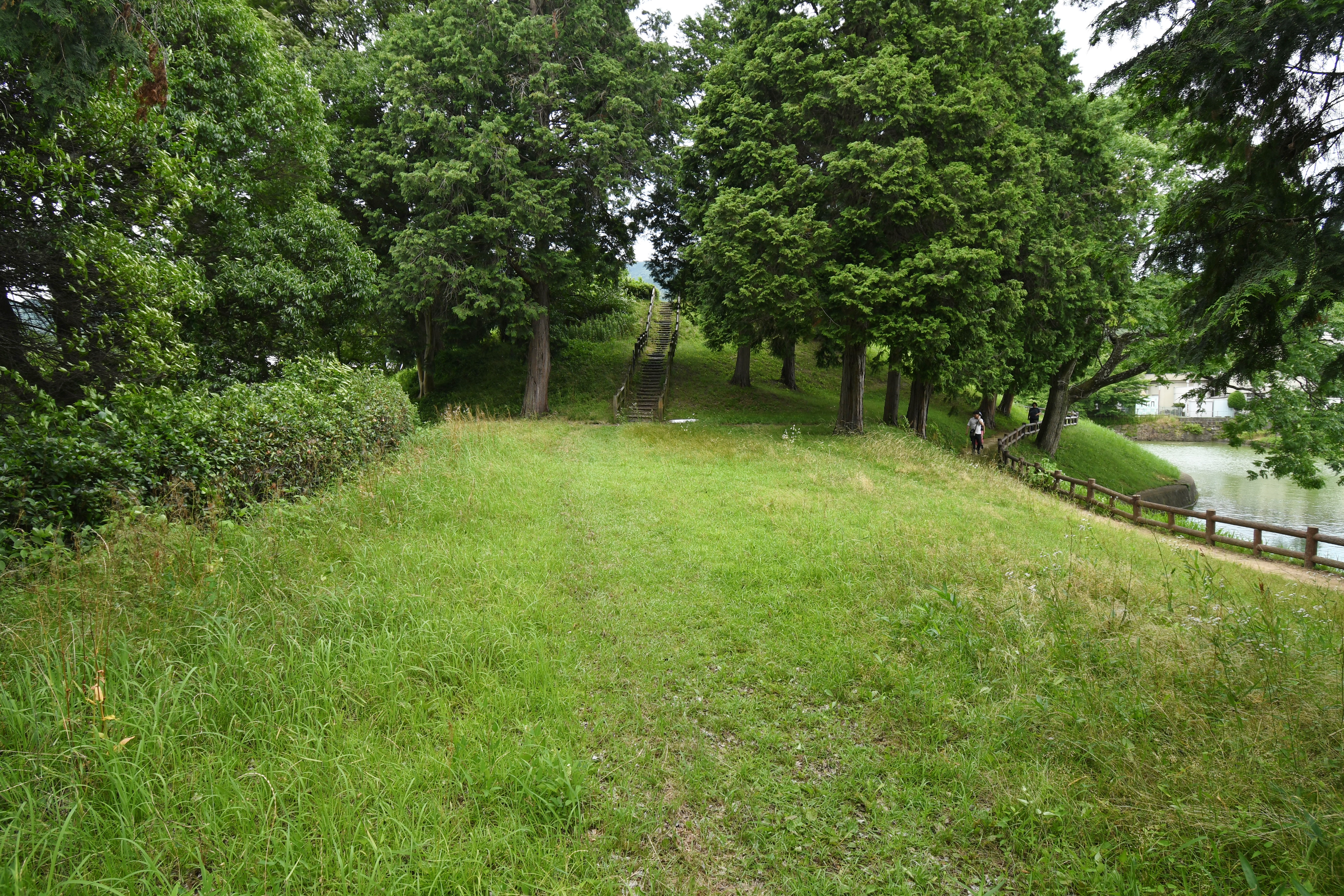
前方部から後円部を望む
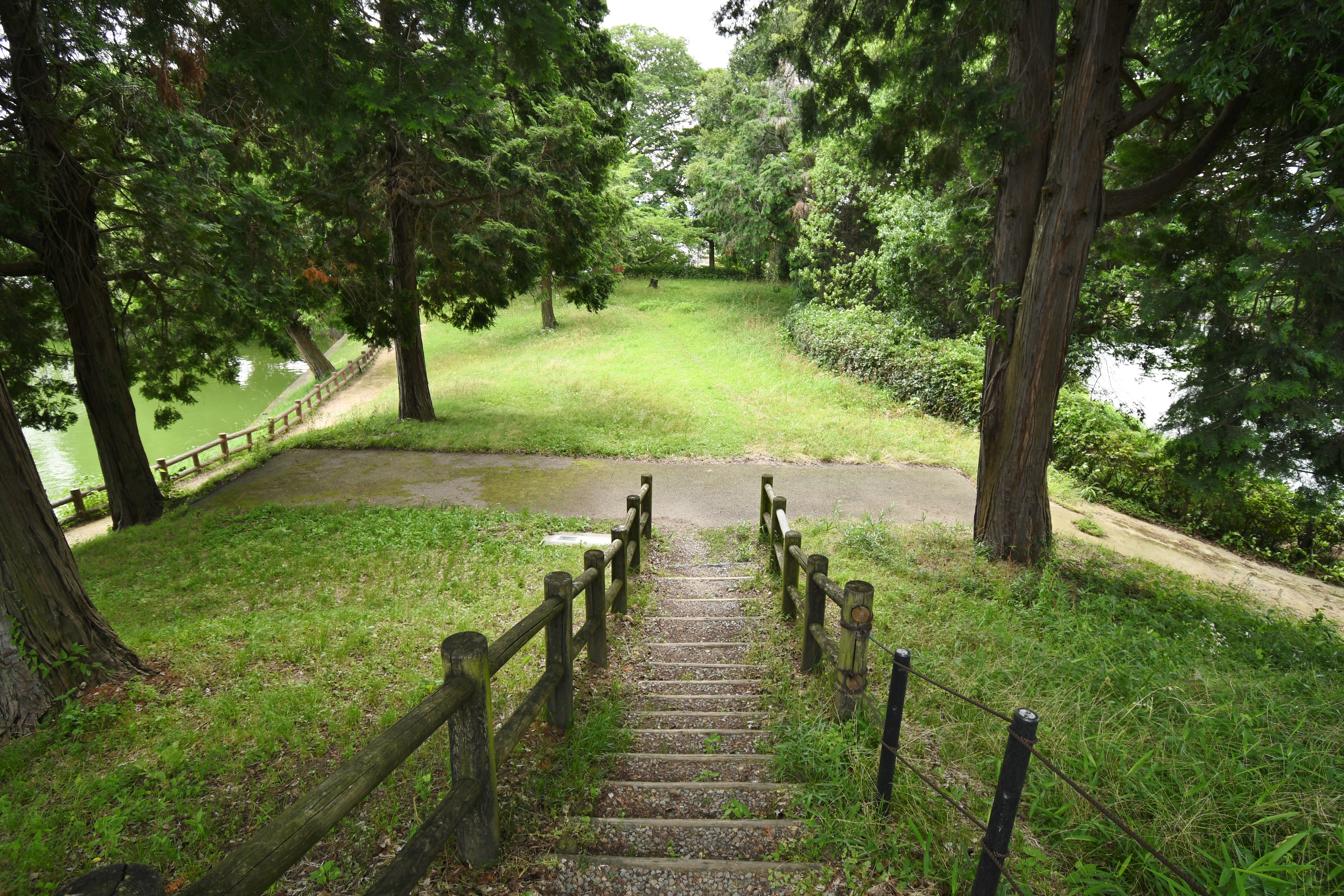
後円部から前方部を望む

## 埋葬施設

竪穴式石室（複製）北から南方向。天理市立黒塚古墳展示館展示。

埋葬施設としては、後円部中央において竪穴式石室（竪穴式石槨）が構築されている。石室の主軸は南北方向で、墳丘主軸と直交する。地震や盗掘に遭って大きく破壊されているが、南小口部は完存する。地震によって早い段階で石室床面が埋もれたことで、調査時に床面の約9割は原位置を保っていたが、逆に完存した南小口部は盗掘で撹乱されていた。石室を納める墓坑は、墳丘構築途中で築かれた構築墓坑で、復元規模で南北約19メートル・東西約15メートル・深さ約4メートルを測る。また鞍部から後円部までの切り通し状の石室作業道（墓道）や、石組暗渠の排水溝が確認されている。
石室の内法規模は、長さ8.20メートル・幅0.89-1.22メートル・高さ1.58メートル（南端）を測る。石室の石材は、花崗岩を主体とする川原石と二上山南麓産の板石（春日山安山岩・芝山玄武岩）。下部1/3の約50センチメートルは川原石を小口積みで3-4段垂直に積み、その上に板石を強く持ち送りながら小口積みで積んでおり、天井は合掌形を呈する。明確な天井石を架構せず、石室上部は板石と粘土で被覆する。床面には両小口部に0.5-1.0メートルの空間を残して、中央部に長さ約6.3メートル・幅約0.7-0.85メートルの範囲で粘土棺床を形成して木棺を据える。
石室内に据えた木棺は、粘土棺床の形状から割竹形木棺とみられる。木棺は腐朽しているが、長さ6.09メートル・直径0.92-1.01メートル程度に復元される。棺中央部では水銀朱が、それ以外の部分ではベンガラが確認されており、中央部の長さ約2.7メートル・幅0.45メートル分だけを刳り抜いて他の部分は刳り残したとされる。鏡付着木片からはクワ属の巨木とみられ、コウヤマキを一般的に使用するオオヤマト古墳群の他の古墳とは異にする。木棺内の人骨は失われていたが、北側がやや高いことから北頭位とみられ、頭部付近とみられる刳り抜き部の北端では文様面を内側（南側）に向けて画文帯神獣鏡を立てかける。また木棺内からは鉄剣・鉄刀各1口が出土しているが、装身具類は出土していない。
棺外では、三角縁神獣鏡33面・刀剣類・鉄鏃・小札・土師器などが出土しており、東棺外・西棺外に多くが集中する。東棺外では三角縁神獣鏡15面のほか素環頭大刀など刀剣・ヤリ・Y字形鉄製品・有機質製品を、西棺外では三角縁神獣鏡17面のほか素環頭大刀など刀剣・ヤリ・刺突具・不明鉄器を配しており、いずれも木棺と石室側壁の隙間から木棺蓋上にかけて重ねる。三角縁神獣鏡は個々に布に包まれたか布袋に容れられたとみられ、刀剣類は抜き身で布に巻かれたとみられる。北棺外では東西約1.1メートル・南北約0.7メートル程度の礫敷きの空間があり、木棺北小口に立てかけた漆塗り大型有機質製品の上に三角縁神獣鏡・刺突具・U字形鉄製品を置いたと復元される。南棺外の撹乱からは甲冑小札・鉄鏃・工具類・土器類が出土している。鉄鏃は、約270点以上が16群に分かれ、棺外各所から出土している。
現在では、天理市立黒塚古墳展示館において竪穴式石室の実物大複製が展示されている。

東壁
北小口から南小口方向
西壁

## 出土品

### 一覧
黒塚古墳の調査で出土した副葬品は次の通り。
棺内出土
- 画文帯神獣鏡 1
- 刀 1
- 剣 1
- ヤリ 1

棺外出土
- 北棺外
  - 三角縁神獣鏡 1（17号鏡）
  - 刺突具 2
  - U字形鉄製品 1
  - 漆塗り大型有機質製品

- 南棺外（撹乱）
  - 甲冑小札 約1700（実数約1100） - 小札革綴冑など。
  - 鉄鏃
  - 刀子
  - 鉄斧
  - 鎌
  - 鉇
  - 土器 - 小形甕2・椀形低脚高坏1など。

- 東棺外
  - 三角縁神獣鏡 15（18-32号鏡）
  - 素環頭大刀 1
  - 直刀 3
  - 剣 1
  - ヤリ 6
  - Y字形鉄製品 2
  - 有機質製品 2

- 西棺外
  - 三角縁神獣鏡 17（1-16・33号鏡）
  - 素環頭大刀 2
  - 直刀 10
  - 剣 1
  - ヤリ 6
  - 刺突具 1
  - 不明鉄器 1

### 銅鏡
銅鏡として、棺内から画文帯神獣鏡1面、棺外から三角縁神獣鏡33面、合計34面が出土している。椿井大塚山古墳では銅鏡32面以上の出土が知られ、それに匹敵する出土数になる。棺内外で画文帯神獣鏡と三角縁神獣鏡の使い分けが明確な点で注目される。
画文帯神獣鏡1面は、直径13.5センチメートルとやや小型の鏡で、棺内頭部付近において鏡背面を南に向けて立った状態で出土している。鏡背には伯牙・西王母・東王父などの古代中国の道教の神々を描き、文様の外側には「吾作明竟自有紀□□公宜子」の銘文を刻み、鏡縁の画文帯には雲車・走獣・仙人などを描く。後漢末-三国時代初め頃の作とみられる。
三角縁神獣鏡33面は、全て舶載鏡（中国製鏡）とされ、そのうち7種15面は同笵鏡・同型鏡の兄弟関係にある。木棺北半部に沿ったコ字形で棺西側に17面、北小口に1面、棺東側に15面が出土しており（木棺蓋上に置いたものが床面上に落ちた状態か）、個々に布に包まれたか布袋に容れられたとみられる。鏡背には西王母・東王父などの古代中国の道教の神々や神獣を描く。ほとんどの鏡で銘文を刻んでおり、銘文の大部分は吉祥句であるが、一部に「銅出徐州」（3・22号鏡）・「同出徐州」（32号鏡）・「師出洛陽」（3号鏡、師は鏡工匠を指す）の中国の地名がみられ、三角縁神獣鏡の製作地を魏に求める根拠となっている。出土した33面は、調査時点での出土総数の約1割になるが、新鏡種は3種類のみでその他は既知鏡種の同笵鏡・同型鏡である。そのため、今後に三角縁神獣鏡の出土数が増えたとしても、既知鏡種の同笵鏡・同型鏡が増えるのみで、新鏡種はあまり増えないと想定される。
| 番号          | 鏡式                                       | 面径   | 同笵鏡・同型鏡 | 複製鏡                     |
| ------------- | ------------------------------------------ | ------ | --- | -------------------------- |
| 棺内出土      |                                            |        | |                            |
| 画文帯 神獣鏡 | 画文帯神獣鏡                               | 13.5cm | | - 画文帯神獣鏡             |
| 棺外出土      |                                            |        | |                            |
| 1号鏡         | 三角縁張是作六神四獣鏡                     | 22.9cm | 宮谷古墳 内里古墳 | - 1号鏡 - 2号鏡 - 3号鏡    |
| 2号鏡         | 三角縁天王・日月・獣文帯四神四獣鏡         | 23.8cm | 石塚山古墳 備前車塚古墳 新山古墳 黒塚古墳27号鏡 黒塚古墳33号鏡                                                       | - 1号鏡 - 2号鏡 - 3号鏡    |
| 3号鏡         | 三角縁新作徐州銘四神四獣鏡                 | 23.2cm | 備前車塚古墳 北山古墳 綾部山古墳 国分茶臼山古墳                                                                      | - 1号鏡 - 2号鏡 - 3号鏡    |
| 4号鏡         | 三角縁吾作四神四獣鏡                       | 20.0cm | 石塚山古墳 中小田1号墳 万年山古墳 椿井大塚山古墳M7 椿井大塚山古墳M8 西求女塚古墳                                     | - 4号鏡 - 5号鏡 - 6号鏡    |
| 5号鏡         | 三角縁天王・日月・獣文帯五神四獣鏡         | 22.5cm | 桜井茶臼山古墳 前橋天神山古墳                                                                                        | - 4号鏡 - 5号鏡 - 6号鏡    |
| 6号鏡         | 三角縁陳是作四神四獣鏡                     | 22.0cm | 伝上野国三本木 | - 4号鏡 - 5号鏡 - 6号鏡    |
| 7号鏡         | 三角縁陳・是・作・竟・四神四獣鏡           | 22.3cm | 西山2号墳 伝岡山県                                                                                                   | - 7号鏡 - 8号鏡 - 9号鏡    |
| 8号鏡         | 三角縁神人龍虎画像鏡                       | 22.3cm | | - 7号鏡 - 8号鏡 - 9号鏡    |
| 9号鏡         | 三角縁天王日月・獣文帯四神四獣鏡           | 23.3cm | 椿井大塚山古墳M34 龍門寺1号墳 持田古墳（推定）                                                                       | - 7号鏡 - 8号鏡 - 9号鏡    |
| 10号鏡        | 三角縁吾作三神四獣鏡                       | 21.8cm | 水堂古墳 西求女塚4号鏡 芝ヶ原11号墳                                                                                  | - 10号鏡 - 11号鏡 - 12号鏡 |
| 11号鏡        | 三角縁吾作四神四獣鏡                       | 22.0cm | 黒塚古墳25号鏡 | - 10号鏡 - 11号鏡 - 12号鏡 |
| 12号鏡        | 三角縁吾作四神四獣鏡                       | 21.8cm | 黒塚古墳31号鏡 | - 10号鏡 - 11号鏡 - 12号鏡 |
| 13号鏡        | 三角縁張是作四神四獣鏡                     | 21.8cm | 椿井大塚山古墳M6 黒塚古墳26号鏡                                                                                      | - 13号鏡 - 14号鏡 - 15号鏡 |
| 14号鏡        | 三角縁画文帯六神三獣鏡                     | 21.8cm | 桜井茶臼山古墳 東天神18号墳                                                                                          | - 13号鏡 - 14号鏡 - 15号鏡 |
| 15号鏡        | 三角縁天・王・日・月・吉・獣文帯四神四獣鏡 | 22.2cm | 佐味田宝塚古墳 | - 13号鏡 - 14号鏡 - 15号鏡 |
| 16号鏡        | 三角縁張氏作三神五獣鏡                     | 22.7cm | 奥3号墳 権現山51号墳2号鏡 椿井大塚山古墳M21 連福寺古墳 伝上野国三本木 黒塚古墳18号鏡 泉屋博古館蔵M23 泉屋博古館蔵M24 | - 16号鏡 - 17号鏡 - 18号鏡 |
| 17号鏡        | 三角縁波文帯盤龍鏡                         | 24.7cm | 和泉黄金塚古墳東槨 椿井大塚山古墳M35 伝奥津神社                                                                      | - 16号鏡 - 17号鏡 - 18号鏡 |
| 18号鏡        | 三角縁張氏作三神五獣鏡                     | 22.6cm | （黒塚古墳16号鏡）                                                                                                   | - 16号鏡 - 17号鏡 - 18号鏡 |
| 19号鏡        | 三角縁吾作四神四獣鏡                       | 22.3cm | 西求女塚古墳2号鏡 泉屋博古館蔵M25                                                                                    | - 19号鏡 - 20号鏡 - 21号鏡 |
| 20号鏡        | 三角縁王氏作徐州銘四神四獣鏡               | 22.3cm | 老司古墳 古冨波山古墳 黒塚古墳32号鏡 フーリア美術館蔵                                                                | - 19号鏡 - 20号鏡 - 21号鏡 |
| 21号鏡        | 三角縁張氏作四神四獣鏡                     | 23.7cm | 西山古墳 椿井大塚山古墳M4 伝奥津神社                                                                                 | - 19号鏡 - 20号鏡 - 21号鏡 |
| 22号鏡        | 三角縁吾作徐州銘四神四獣鏡                 | 22.5cm | 椿井大塚山古墳M5 佐味田宝塚古墳 内山1号墳 西求女塚古墳9号鏡                                                          | - 22号鏡 - 23号鏡 - 24号鏡 |
| 23号鏡        | 三角縁吾作三神五獣鏡                       | 21.9cm | コヤダニ古墳 伝椿井大塚山古墳 古冨波山古墳 上平川大塚古墳                                                            | - 22号鏡 - 23号鏡 - 24号鏡 |
| 24号鏡        | 三角縁天王日月・唐草文帯四神四獣鏡         | 23.7cm | 吉島古墳1号鏡 吉島古墳2号鏡 佐味田宝塚古墳 椿井大塚山古墳M3 雪野山古墳 赤門上古墳 東京国立博物館蔵                   | - 22号鏡 - 23号鏡 - 24号鏡 |
| 25号鏡        | 三角縁吾作四神四獣鏡                       | 22.0cm | （黒塚古墳11号鏡）                                                                                                   | - 25号鏡 - 26号鏡 - 27号鏡 |
| 26号鏡        | 三角縁張是作四神四獣鏡                     | 21.8cm | （黒塚古墳13号鏡）                                                                                                   | - 25号鏡 - 26号鏡 - 27号鏡 |
| 27号鏡        | 三角縁天王・日月・獣文帯四神四獣鏡         | 23.4cm | （黒塚古墳2・33号鏡）                                                                                                | - 25号鏡 - 26号鏡 - 27号鏡 |
| 28号鏡        | 三角縁天王日月・獣文帯四神四獣鏡           | 22.5cm | 椿井大塚山古墳M12 石切神社蔵                                                                                         | - 26号鏡 - 27号鏡 - 28号鏡 |
| 29号鏡        | 三角縁天王・日月・獣文帯四神四獣鏡         | 22.0cm | 石塚山古墳3号鏡 御陵韓人池古墳 黒塚古墳30号鏡                                                                        | - 26号鏡 - 27号鏡 - 28号鏡 |
| 30号鏡        | 三角縁天王・日月・獣文帯四神四獣鏡         | 22.0cm | （黒塚古墳29号鏡）                                                                                                   | - 26号鏡 - 27号鏡 - 28号鏡 |
| 31号鏡        | 三角縁吾作四神四獣鏡                       | 22.0cm | （黒塚古墳12号鏡）                                                                                                   | - 31号鏡 - 32号鏡 - 33号鏡 |
| 32号鏡        | 三角縁王氏作徐州銘四神四獣鏡               | 22.3cm | （黒塚古墳20号鏡）                                                                                                   | - 31号鏡 - 32号鏡 - 33号鏡 |
| 33号鏡        | 三角縁天王・日月・獣文帯四神四獣鏡         | 23.7cm | （黒塚古墳2・27号鏡）                                                                                                | - 31号鏡 - 32号鏡 - 33号鏡 |

### 武具
甲冑などの武具は、石室内南端部に集中する。この部分は盗掘に遭っているため、具体的な位置・状態は明らかでない。
武具を構成した小札は、破片を含めた総数として約1700点、実数として約1000点があり、フレームとなる鉄板類も出土している。小札のなかには小札革綴冑として復元可能なものがあるが、その他の詳細は明らかでない。古墳出土の武具としては最古級の部類になり、最初期から日本列島独自の仕様として注目される。

### 武器
武器としては、素環頭大刀・直刀・ヤリ・剣・鉄鏃など多数がある。棺内からは直刀・ヤリ・剣が各1点出土し、棺外からは素環頭大刀3点を含む直刀16点・ヤリ13点・剣2点が出土しており、刀剣類は34点におよぶ。棺外の直刀には木製柄は認められるものの木製鞘は認められず、抜き身で数点を布に容れて配置したとみられ、複数点が固まって錆びついた状態で出土している。
鉄鏃は270点以上があり、13型式が認められる。柳葉式・定角式・鑿頭式・A字形の短茎鏃を中心として、柳葉式無茎鏃・三角型式の有稜系鉄鏃・腸抉柳葉式などが伴う。10数本ずつの束で出土しているため、靫などの盛矢具に入れたとみられる。弓は確認されていない。
三角縁神獣鏡の多量出土と合わせて、鉄製武器の多量出土としても特色を示し、特に鉄鏃の出土量は前期古墳としては全国で最多になる。

### 鉄製威儀具
武器・工具類に属さない特殊な鉄器として、Y字形鉄製品・U字形鉄製品がある。いずれも実用ではなく、儀仗用と推測される。
Y字形鉄製品は、2点がある。「Y」字形に二股に分かれた鉄器で、茎部を木製柄等に装着したとみられる。類例は、安土瓢箪山古墳・妙見山古墳・東之宮古墳で知られる。
U字形鉄製品は、1点がある。「U」字形の大小の鉄製フレームの間を鉄管で鋸歯文状に繋いだ形状である。フレーム間には布を張ったとみられる。使用方法は明らかでないが、旗や幡になる可能性がある。類例は知られず、非常に特殊な製品になる。

### 農工具
農工具としては、石室南小口から鉄鎌3点・鉄斧10点（大型6点・小型4点）・刀子12点・鉇9点以上が、刺突具3組が石室北小口・西棺外から出土している。その他にも、ピンセット状鉄器4点が布に包まれて出土するなど、用途不明の製品がある。

### 土器
土器としては、約1470点の破片が出土している。石室内出土土器としては小形甕2点・椀形低脚高坏1点があり、埋葬儀礼の際に使用されたとみられ、布留0式新相に位置づけられる。盗掘坑内からは赤彩二重口縁壺が出土しており、石室上か墓坑上に配された可能性がある。墓坑埋土や墳丘盛土からも多数の土器が出土しているが、これらは古墳築造時以前の集落や包蔵地の資料とされる。

## 後世の城郭化

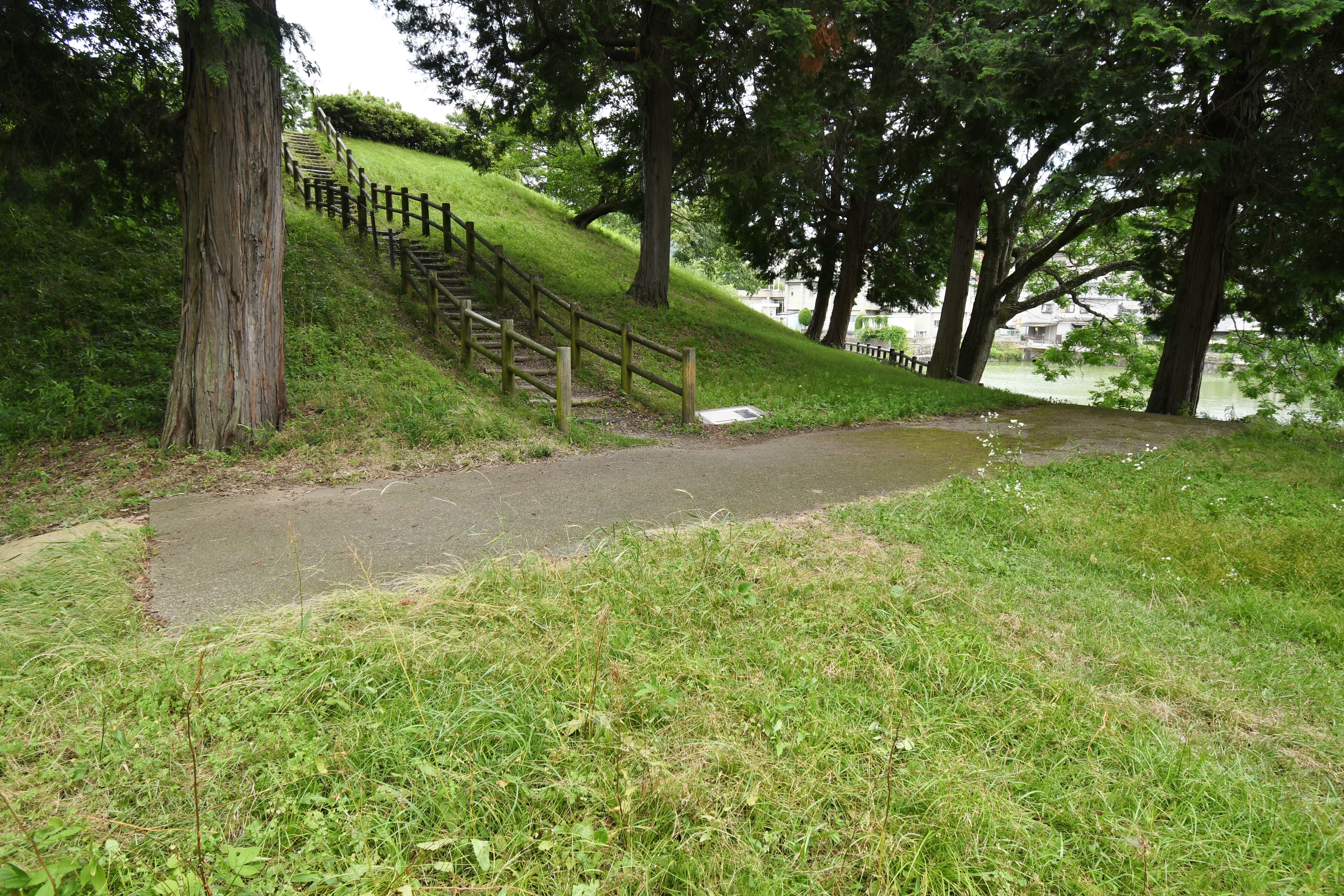
後円部・前方部間の掘割標示左奥に後円部墳丘。

黒塚古墳のある柳本の地には、中世には興福寺領荘園の楊本庄が置かれ、荘官を楊本氏が務めた。楊本氏は15世紀後半-16世紀前半に十市氏と抗争して没落し、その後は十市氏が支配した。十市氏は元亀2年（1571年）に柳本に付城を造らせたとされ、この頃に黒塚古墳が城郭化した可能性が高いとされる。
天正3年（1575年）には、松永久秀の一族の松永金吾が入城。天正5年（1577年）に織田信長の松永攻めが始まった際に、松永金吾は「クロツカ」で自害したという。
元和元年（1615年）には、織田長益の五男の織田尚長が初代柳本藩主となり、寛永年間（1624-1644年）に柳本陣屋を構えたとされる。柳本陣屋の御殿は天理市立柳本小学校の位置にあり、明治の廃藩置県まで存続し、嘉永7年（1854年）の「柳本陣屋絵図」では黒塚古墳を陣屋の一部に取り込んでいた様子が示されている。
黒塚古墳の城郭遺構として、後円部では4郭（郭1-4）、前方部では3郭（郭5-7）のひな壇状の造成が認められる。また後円部と前方部の間には、幅約6.7メートル・深さ約3.4メートルの大規模なV字状の掘割が確認されている。

## 文化財

### 重要文化財（国指定）
- 奈良県黒塚古墳出土品（考古資料） - 奈良県立橿原考古学研究所附属博物館保管。2004年（平成16年）6月8日指定[9]。
  - 銅鏡 34面
  - 鉄製品 210点
  - 土師器 3点
  - 附 木製品 1点

### 国の史跡
- 黒塚古墳 - 2001年（平成13年）1月29日指定[10]。

## 現地情報
所在地

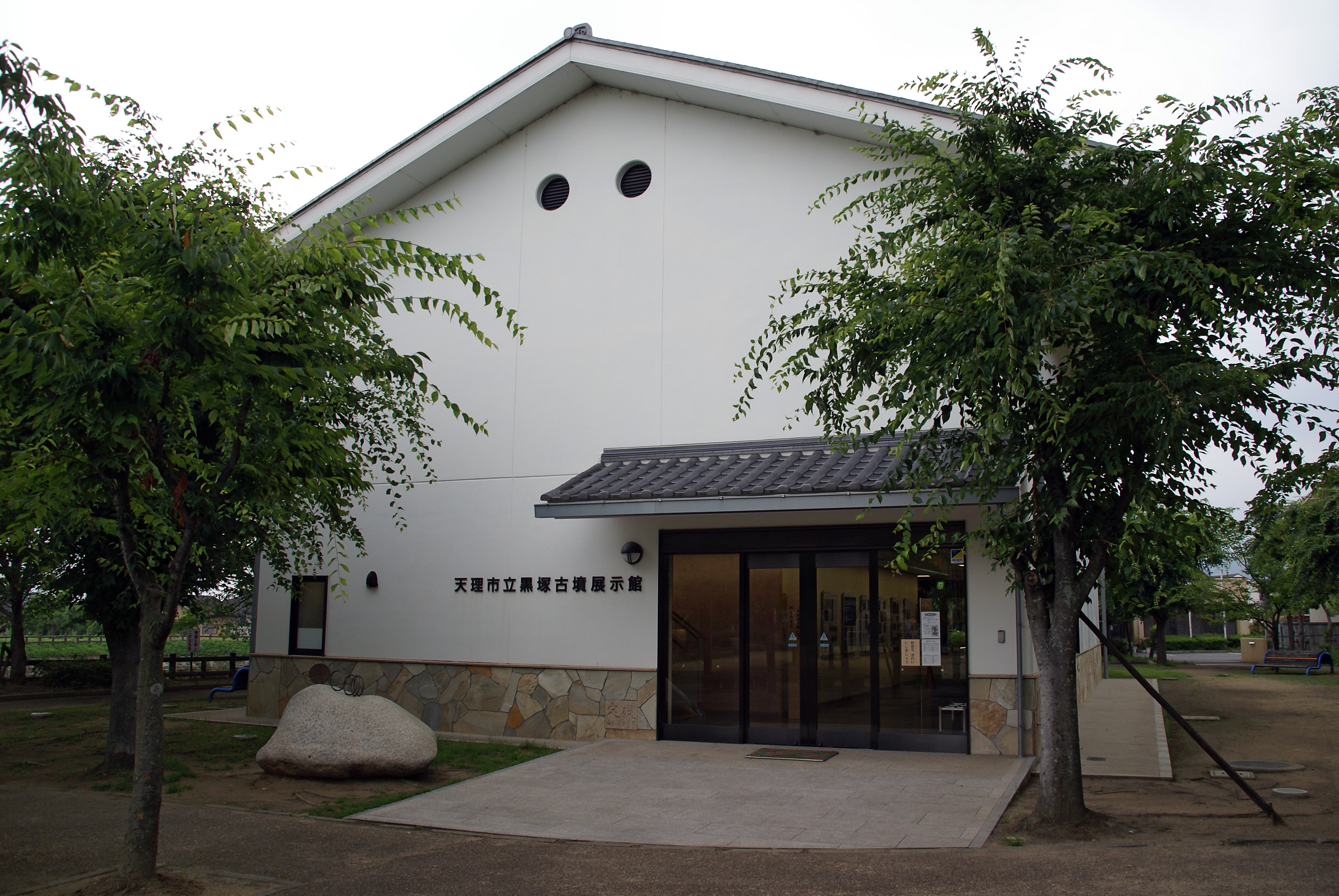
天理市立黒塚古墳展示館

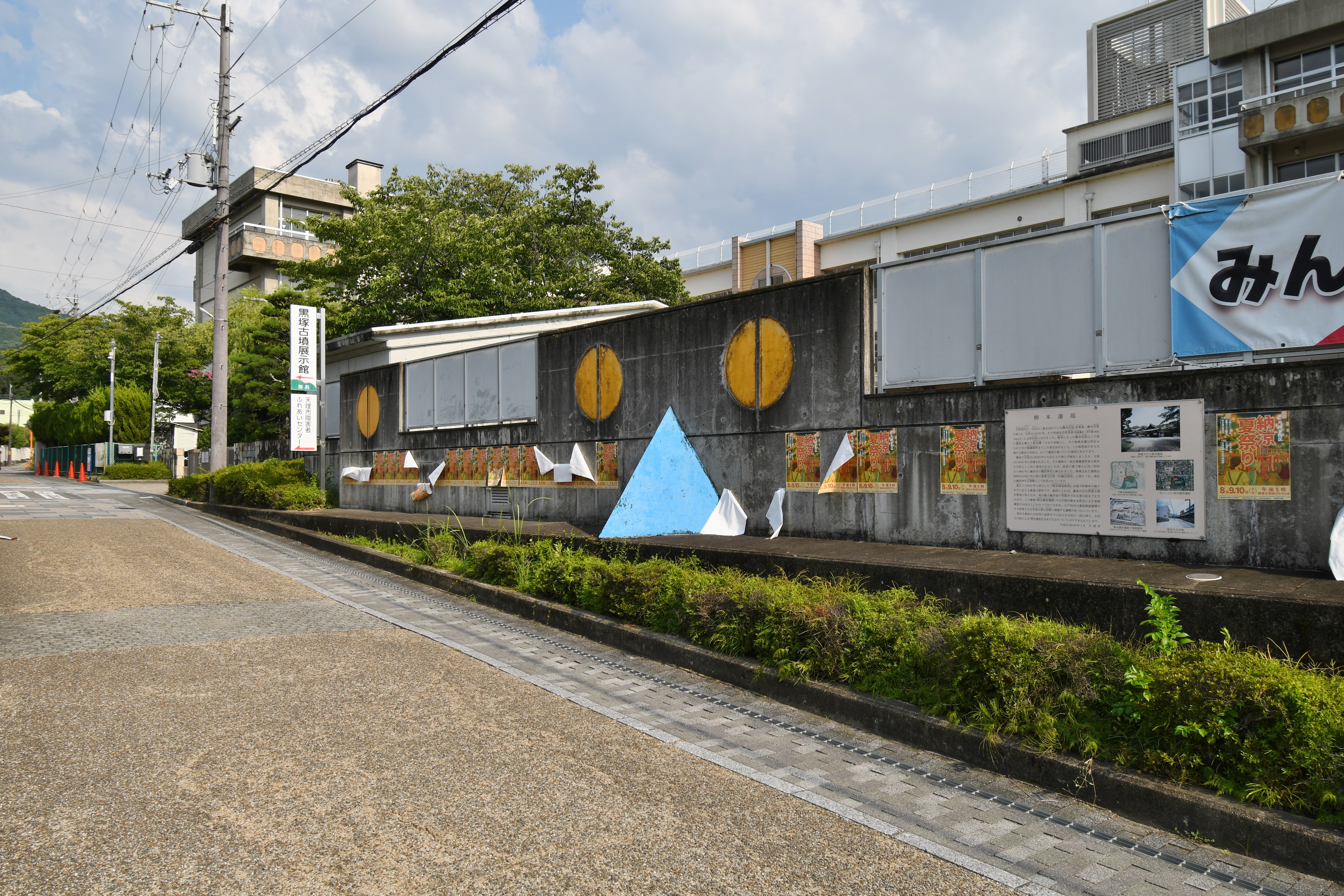
柳本陣屋跡（天理市立柳本小学校）

- 奈良県天理市柳本町1115ほか（柳本公園内）

交通アクセス
- 鉄道：西日本旅客鉄道（JR西日本）桜井線（万葉まほろば線）柳本駅（徒歩約5分）

関連施設
- 天理市立黒塚古墳展示館（天理市柳本町） - 黒塚古墳に隣接。竪穴式石室複製・出土複製品を展示。
- 奈良県立橿原考古学研究所附属博物館（橿原市畝傍町） - 黒塚古墳の出土品を展示。

周辺
- 柳本陣屋跡（現在は天理市立柳本小学校）
- 行燈山古墳（崇神天皇陵）
- 櫛山古墳 - 国の史跡。
- 大和天神山古墳 - 奈良県指定史跡。

## 関連文献
（記事執筆に使用していない関連文献）
- 「天理市柳本町黒塚古墳第1次調査」『奈良県文化財調査報告書』 第6集、奈良県教育委員会、1963年。
- 奈良県立橿原考古学研究所 編「黒塚東遺跡発掘調査概報 付載 黒塚古墳測量調査報告」『奈良県遺跡調査概報』 1981年度第2分冊、奈良県教育委員会、1983年。
- 黒塚古墳 現地説明会資料 (PDF) 奈良県立橿原考古学研究所、1998年1月。
- 奈良県立橿原考古学研究所 編『黒塚古墳調査概報』学生社〈大和の前期古墳3〉、1998年。
- 奈良県教育委員会・奈良県立橿原考古学研究所・天理市教育委員会 編『黒塚古墳調査概報』奈良県立橿原考古学研究所、1999年。
- 河上邦彦・泉武・宮原晋一・卜部行弘・岡林孝作・名倉聡「発掘調査概要 黒塚古墳の発掘調査 -奈良県天理市柳本町所在-」『日本考古学』第6巻第7号、日本考古学協会、1999年5月、95-104頁。
- 岡林孝作「黒塚古墳」『大和前方後円墳集成』奈良県立橿原考古学研究所〈橿原考古学研究所研究成果第4冊〉、2001年。
- 奈良県立橿原考古学研究所 編『黒塚古墳の研究』八木書店古書出版部、2018年。